# Say (The Creatures)
Say è un singolo del duo inglese voce-batteria The Creatures, pubblicato il 15 marzo 1999 come secondo e ultimo estratto dall'album Anima Animus.
Venne co-prodotto da Warne Livesey e la canzone parla del suicidio di Billy Mackenzie degli Associates. 
Entrò al n° 72 della classifica britannica nel marzo 1999.

## Tracce
Testi di Sioux, musiche dei Creatures.

### 7"
Lato A
1. Say - 4:25

Lato B
1. All She Could Ask For - 4:49

### 12"
Lato A
1. Say (Witchman's 4X4 Mix)

Lato B
1. Thankyou (Dub Pistol's Bring You Joy Mix)

### CD 1
1. Say - 4:25
2. Broken - 4:54
3. All She Could Ask For - 4:49

### CD 2
1. Say (Witchman's Radio Friendly Mix) - 4:44
2. All She Could Ask For (Justice & Endemic Void's Dope Remix) - 4:13
3. Say (Witchman's Very Long Remix) - 8:00

## Formazione
- Siouxsie Sioux - voce, tutti gli strumenti
- Budgie - tutti gli strumenti

### Altri musicisti
- Knox Chandler - chitarra